# Falkenturm

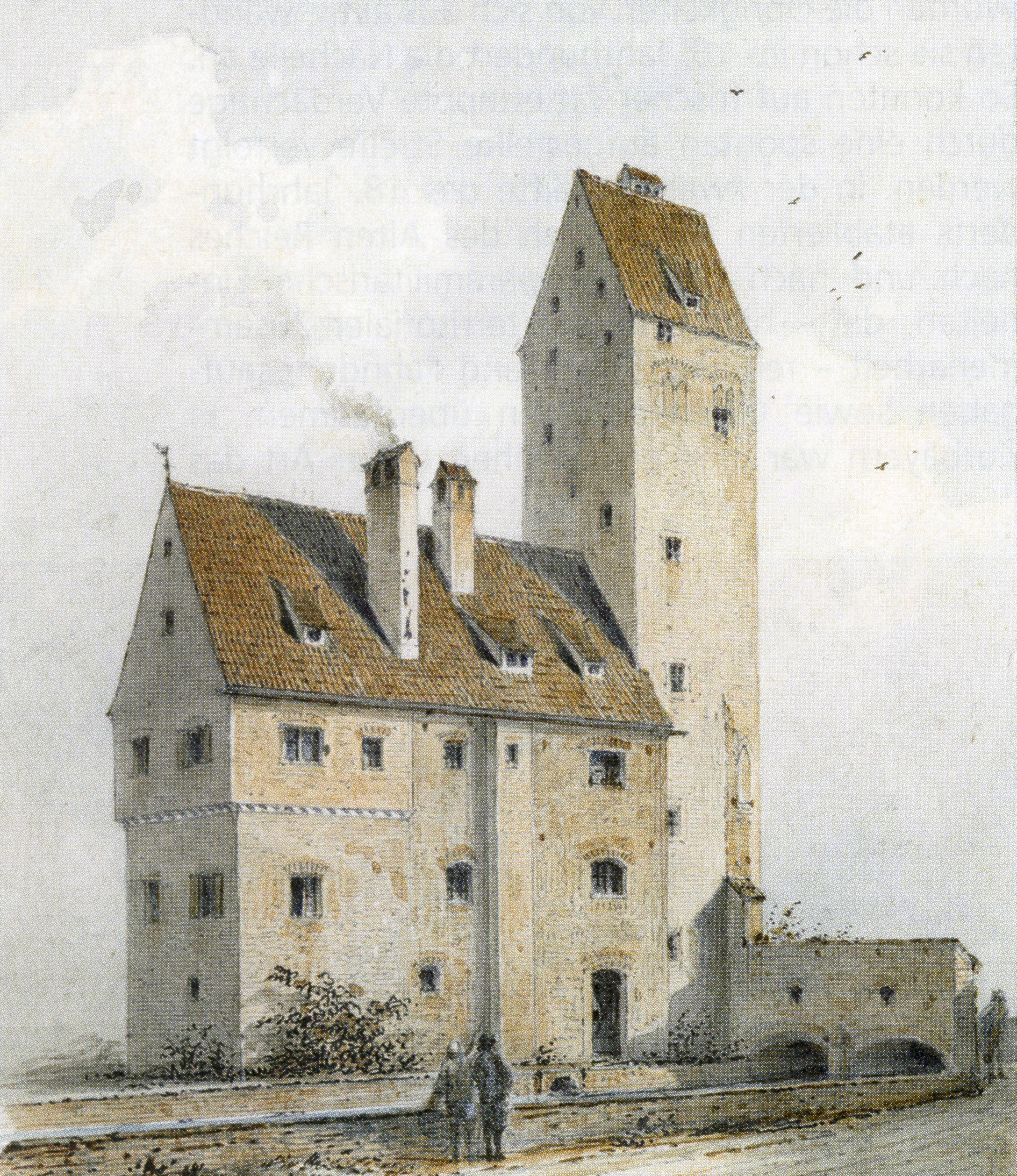
Gemälde eines unbekannten Künstlers (Münchner Stadtmuseum)

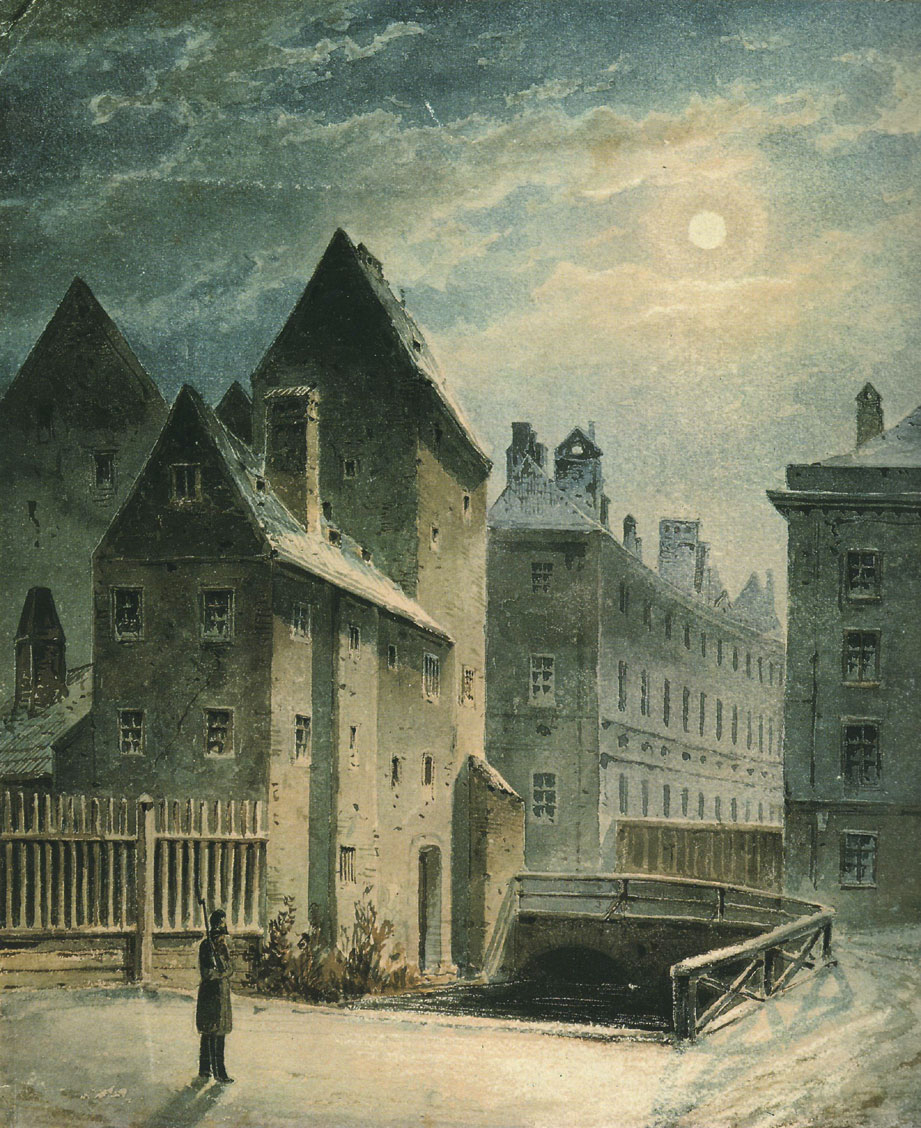
Der Falkenturm, Gemälde von Heinrich Schönfeld, 1840

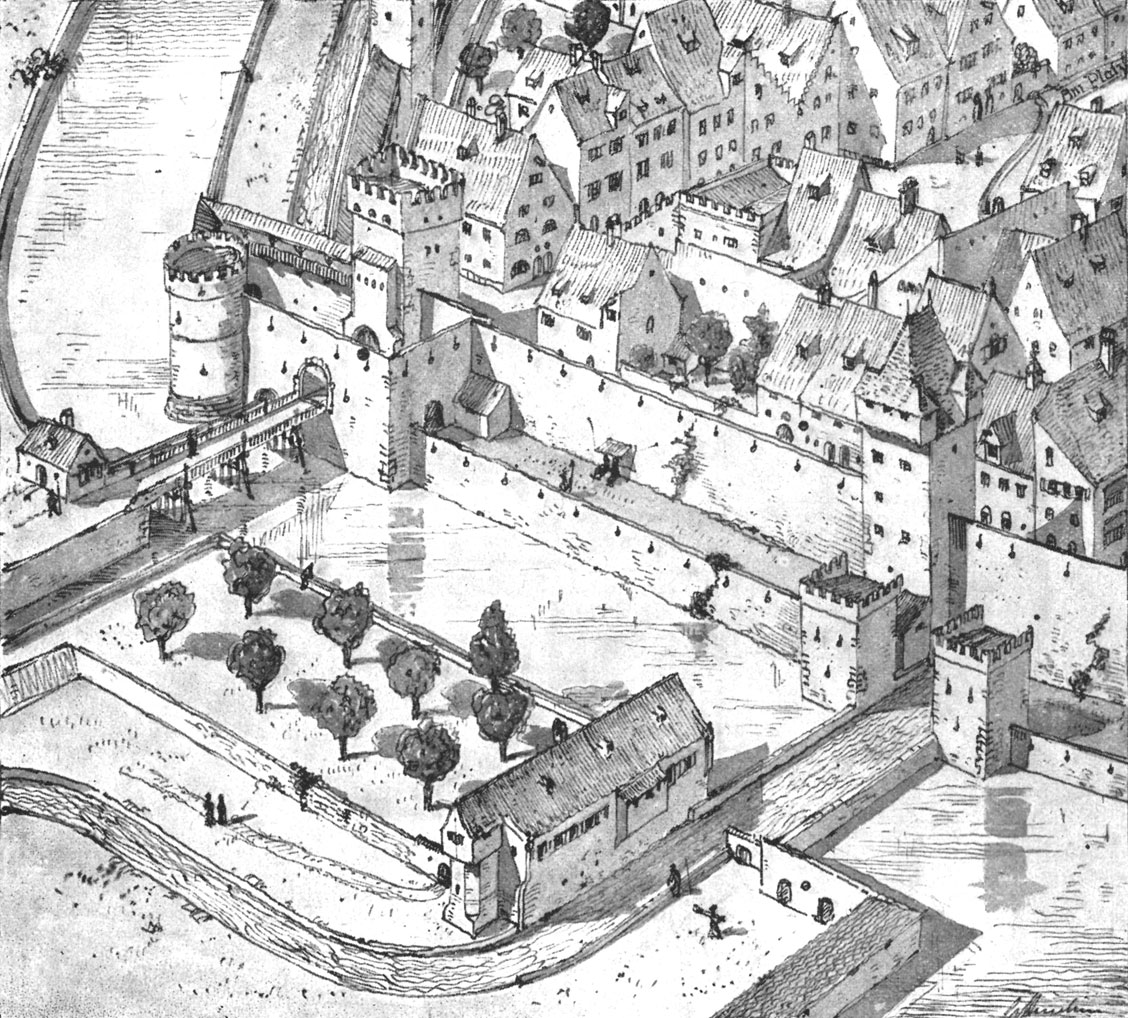
Kosttor (links) und Falkenturm (rechts) nach dem Sandtnerschen Stadtmodell

Der Falkenturm war ein Turm in der zweiten Stadtmauer Münchens. Er diente bis 1826 als Gefängnis.

## Lage
Der Standort des Falkenturms lag in der Nähe der heutigen Maximilianstraße, gegenüber dem heutigen Nationaltheater. Die Falkenturmstraße beginnt etwa an dieser Stelle. Der Pfisterbach verlief unmittelbar westlich des Falkenturms; auf einer Wasserbrücke wurde er über den Stadtgraben geleitet. Östlich des Falkenturms lag das Kosttor.

## Geschichte
Der Falkenturm wurde 1470 erstmals urkundlich als „Valckner turn“ erwähnt, als er von Herzog Siegmund seinem jüngeren Bruder und Nachfolger Herzog Albrecht IV. übertragen wurde. Sein Name rührt daher, dass in ihm zeitweise Utensilien zur Falkenjagd und -dressur aufbewahrt wurden.
Seit etwa 1500 diente der Turm als herzogliches Gefängnis für Mitglieder der höheren Stände. Er blieb ein Gefängnis, bis 1826 die Angerfronfeste erbaut wurde.
Im Falkenturm waren Akteure wichtiger Ereignisse der bayerischen Geschichte inhaftiert; so 1564 Pankraz von Freyberg und weitere Beschuldigte der Bayerischen Adelsverschwörung, später Johann Jäger, ein Anführer der Bayerischen Volkserhebung von 1705.
Der Turm wurde 1863 im Zuge der Anlage der Maximilianstraße abgebrochen. Ende 2010 wurden auf einem Grundstück in unmittelbarer Nähe Reste der Münchner Stadtbefestigung gefunden; ein etwa 15 Meter langes Stück der Stadtmauer und ein kleineres Stück der Zwingermauer wurden freigelegt, die Funde sollen teilweise erhalten bleiben und zugänglich gemacht werden.

## Beschreibung
Der Turm trug ein Walmdach. An seinen Stirnseiten saßen in Traufhöhe Erker, die sich über die ganze Breite erstreckten; sie wurden später entfernt. Zwei Vortürme standen an der Außenseite der Stadtbefestigung vor dem Falkenturm.